# Bestia z mokradeł
Bestia z mokradeł (tytuł oryg. Crocodile 2: Death Swamp) – amerykański horror w reżyserii Gary’ego Jonesa z roku 2002, kontynuacja slashera pt. Krokodyl zabójca.
W Polsce film emitowany był w stacji TV4.

## Fabuła
Bandyci uprowadzają samolot, który rozbija się wśród bagien. Ocalałych, m.in. stewardesę Mię, atakuje krwiożerczy krokodyl. Na ratunek rusza im Roland.

## Obsada
- Martin Kove – Roland
- David Valcin – Justin
- Chuck Walczak – Zach
- Heidi Lenhart – Mia
- James Parks – Squid
- Jon Sklaroff – Sol
- Steve Moreno – Brian